# Кубок России по стрельбе из лука
Кубок России по стрельбе из лука — соревнование, проводимое Российской федерацией стрельбы из лука (РФСЛ), является одним из важнейших соревнований в календаре российских лучников. В спортивных соревнованиях участвуют сильнейшие спортсмены субъектов Российской Федерации, при этом количество участников от субъекта неограниченно.

## Формат турнира
Кубок России по стрельбе из лука проводится три раза в год:
- зимний кубок проходит в помещении, спортсмены выполняют упражнение КД-2 (30 + 30 выстрелов на дистанции 18 метров) и финал
- первый летний кубок проходит на открытом воздухе, стрелки из лука выполняют упражнение 70 м (36+36 выст.) + финал
- второй летний кубок проходит на открытом воздухе, стрелки из лука выполняют упражнение М1: у мужчин выполняется стрельба на дистанциях 90 м, 70 м, 50 м, 30 м (144 выст.) + 70 м финал, у женщин - стрельба на дистанциях 70 м, 60 м, 50 м, 30 м (144 выст.) + 70 м финал.

## Призёры летних кубков России

### Классический лук

#### Мужчины
| Медалисты в индивидуальном первенстве | Медалисты в индивидуальном первенстве | Медалисты в индивидуальном первенстве | Медалисты в индивидуальном первенстве          | Медалисты в индивидуальном первенстве              | Медалисты в индивидуальном первенстве           |
| ------------------------------------- | ------------------------------------- | ------------------------------------- | ---------------------------------------------- | -------------------------------------------------- | ----------------------------------------------- |
| Год                                   | Место проведения                      | Дистанция                             | Золото                                         | Серебро                                            | Бронза                                          |
| 2008                                  | Орёл                                  | М-1 (144 выстр.)                      | Леонтьев Юрий · Чувашия                        | Шакиров Рэм · Москва                               | Бадёнов Баир · Забайкальский край               |
| 2009                                  | Таганрог                              | М-1 (144 выстр.)                      | Цыремпилов Бальжинима · Бурятия                | Леонтьев Юрий · Чувашия                            | Цыремпилов Бэликто · Бурятия                    |
| 2009                                  | Таганрог                              | 70 м. (72 выстр.)                     |                                                |                                                    | Леонтьев Юрий · Чувашия                         |
| 2010                                  | Чита                                  | М-1 (144 выстр.)                      | Бадёнов Баир · Забайкальский край              | Цыремпилов Бэликто · Бурятия                       | Рыгзенов Евгений · Московская область           |
| 2010                                  | Таганрог                              | 70 м. (72 выстр.)                     | Белов Алексей · Москва                         | Абрамов Андрей · Чувашия                           | Малишевский Леонид · Москва                     |
| 2011                                  | Таганрог                              | М-1 (144 выстр.)                      | Цырендашиев Чингис · Забайкальский край        | Белов Алексей · Москва                             | Бадёнов Баир · Забайкальский край               |
| 2011                                  | Таганрог                              | 70 м. (72 выстр.)                     |                                                |                                                    |                                                 |
| 2012                                  | Москва                                | 70 м. (72 выстр.)                     | Кожин Александр · Московская область           | Цынгуев Бато · Забайкальский край                  | Леонтьев Юрий · Чувашия                         |
| 2012                                  | Таганрог                              | М-1 (144 выстр.)                      | Цыремпилов Бальжинима · Бурятия                | Цынгуев Бато · Забайкальский край                  | Гынинов Цыден · Ямало-Ненецкий автономный округ |
| 2013                                  | Таганрог                              | М-1 (144 выстр.)                      | Цыремпилов Бальжинима · Бурятия                | Бородин Алексей · Москва                           | Кожин Александр · Московская область            |
| 2013                                  | Таганрог                              | 70 м. (72 выстр.)                     | Кожин Александр · Московская область           | Ринчино Василий · Бурятия                          | Часовских Александр · Москва                    |
| 2014                                  | Таганрог                              | 70 м. (72 выстр.)                     | Часовских Александр · Москва                   | Цынгуев Бэлигто · Забайкальский край               | Ринчино Василий · Бурятия                       |
| 2014                                  | Таганрог                              | М-1 (144 выстр.)                      | Балданов Арсалан · Забайкальский край          | Николаев Алексей · Ямало-Ненецкий автономный округ | Цынгуев Бэлигто · Забайкальский край            |
| 2015                                  | Таганрог                              | 70 м. (72 выстр.)                     | Цынгуев Бэлигто · Забайкальский край           | Николаев Алексей · Ямало-Ненецкий автономный округ | Ринчино Василий · Бурятия                       |
| 2015                                  | Таганрог                              | М-1 (144 выстр.)                      | Цыбекдоржиев Баир · Бурятия                    | Гармаев Юрий · Бурятия                             | Бородин Алексей · Москва                        |
| 2016                                  | Адлер                                 | М-1 (144 выстр.)                      | Цыбекдоржиев Баир · Бурятия                    | Кожин Александр · Московская область               | Цыбикжапов Алдар · Москва                       |
| 2016                                  | Улан-Удэ                              | 70 м. (72 выстр.)                     | Цыбжитов Болот · Забайкальский край            | Балданов Арсалан · Забайкальский край              | Цыдыпов Эрдэм · Бурятия                         |
| 2017                                  | Чита                                  | М-1 (144 выстр.)                      | Кожин Александр · Московская область           | Цыремпилов Бальжинима · Бурятия                    | Балданов Арсалан · Забайкальский край           |
| 2017                                  | Калининград                           | 70 м. (72 выстр.)                     | Цыдыпов Эрдэм · Бурятия                        | Попов Виталий · Свердловская область               | Ирдынеев Эрдэм · Бурятия                        |
| 2018                                  | Алушта                                | М-1 (144 выстр.)                      | Балтаков Цырен · Бурятия                       | Кожин Александр · Московская область               | Цыремпилов Бальжинима · Бурятия                 |
| 2018                                  | Улан-Удэ                              | 70 м. (72 выстр.)                     | Балтаков Цырен · Бурятия                       | Ирдынеев Эрдэм · Бурятия                           | Криволап Алексей · Москва                       |
| 2019                                  | Алушта                                | 70 м. (72 выстр.)                     | Цыбжитов Болот · Забайкальский край            | Базаржапов Галсан · Забайкальский край             | Махненко Артём · Москва                         |
| 2019                                  | Чита                                  | М-1 (144 выстр.)                      | Цынгуев Бэлигто · Забайкальский край           | Цыдыпов Эрдэм · Бурятия                            | Дугаров Булат · Забайкальский край              |
| 2020                                  | Алушта                                | 70 м. (72 выстр.)                     | Отменён из-за пандемии коронавирусной инфекции | Отменён из-за пандемии коронавирусной инфекции     | Отменён из-за пандемии коронавирусной инфекции  |
| 2020                                  | Улан-Удэ                              | М-1 (144 выстр.)                      | Отменён из-за пандемии коронавирусной инфекции | Отменён из-за пандемии коронавирусной инфекции     | Отменён из-за пандемии коронавирусной инфекции  |
| 2021                                  | Алушта                                | 70 м. (72 выстр.)                     | Балтаков Цырен · Бурятия                       | Калинушкин Максим · Московская область             | Цыбикжапов Алдар · Москва                       |
| 2021                                  | Чита                                  | М-1 (144 выстр.)                      | Цынгуев Бэлигто · Забайкальский край           | Цыдыпов Эрдэм · Бурятия                            | Цыбикжапов Алдар · Москва                       |
| 2022                                  | Алушта                                | 70 м. (72 выстр.)                     | Цынгуев Бэлигто · Забайкальский край           | Попов Виталий · Свердловская область               | Русин Артём · Свердловская область              |
| 2022                                  | Санкт-Петербург                       | М-1 (144 выстр.)                      | Цыдыпов Эрдэм · Бурятия                        | Цыбикжапов Алдар · Москва                          | Цынгуев Бэлигто · Забайкальский край            |
| 2023                                  | Алушта                                | 70 м. (72 выстр.)                     | Будаев Содном · Забайкальский край             | Должинов Эрдэм · Забайкальский край                | Махненко Артём · Москва                         |
| 2023                                  | Улан-Удэ                              | М-1 (144 выстр.)                      | Цынгуев Бэлигто · Забайкальский край           | Намсараев Сандан · Забайкальский край              | Цыбикжапов Алдар · Москва                       |
| 2024                                  | Новосибирск                           | 70 м. (72 выстр.)                     | Цынгуев Бэлигто · Забайкальский край           | Балданов Арсалан · Забайкальский край              | Батуев Кирилл · Забайкальский край              |
| 2024                                  | Санкт-Петербург                       | М-1 (144 выстр.)                      | Цыбикжапов Алдар · Москва                      | Криволап Алексей · Москва                          | Русин Артём · Свердловская область              |
| 2025                                  | Кызыл                                 | 70 м. (72 выстр.)                     | Базаржапов Галсан · Забайкальский край         | Осоров Буянто · Забайкальский край                 | Балданов Арсалан · Забайкальский край           |
| 2025                                  | Чебоксары                             | М-1 (144 выстр.)                      | TBD                                            | TBD                                                | TBD                                             |

| Медалисты в командном первенстве | Медалисты в командном первенстве | Медалисты в командном первенстве | Медалисты в командном первенстве                                            | Медалисты в командном первенстве                                             | Медалисты в командном первенстве                                                |
| -------------------------------- | -------------------------------- | -------------------------------- | --------------------------------------------------------------------------- | ---------------------------------------------------------------------------- | ------------------------------------------------------------------------------- |
| Год                              | Место проведения                 | Дистанция                        | Золото                                                                      | Серебро                                                                      | Бронза                                                                          |
| 2008                             | Орёл                             | М-1 (144 выстр.)                 | Читинская область Бадёнов Баир Рыгзенов Евгений Рыгзынов Баир               | Бурятия · Жигжитов Эрдэм · Цыремпилов Бальжинима · Цыремпилов Бэликто        | Чувашия · Абрамов Андрей · Антонов Александр · Леонтьев Юрий                    |
| 2009                             | Таганрог                         | М-1 (144 выстр.)                 | Москва · Белов Алексей · Гынинов Цыден · Малишевский Леонид                 | Бурятия · Цыремпилов Бальжинима · Цыремпилов Бэликто · Шаранхаев Павел       | Орловская область · Бронсков Александр · Линяев Александр · Сидорин Илья        |
| 2010                             | Чита                             | М-1 (144 выстр.)                 | г. Улан-Удэ Будаев Бэликто Санжиев Баир Чимитов Виталий                     | Министерство образования Абрамов Андрей Сидорин Илья Сойжинов Самбу          | РЦСП г. Чита Гомбоев Хэшэгто Кожин Александр Яковлев Сергей                     |
| 2011                             | Таганрог                         | М-1 (144 выстр.)                 | Бурятия · Гырылов Евгений · Цыремпилов Бальжинима · Цыремпилов Бэликто      | Забайкальский край · Бадёнов Баир · Цынгуев Бато · Цырендашиев Чингис        | Московская область · Кожин Александр · Рыгзенов Цэ-Доржи · Цыренжапов Цырен     |
| 2012                             | Москва                           | 70 м. (72 выстр.)                | Москва · Белов Алексей · Бородин Алексей · Махненко Артём                   | Бурятия · Цыбекдоржиев Баир · Цыремпилов Бальжинима · Цыремпилов Бэликто     | Московская область · Кожин Александр · Рыгзенов Евгений · Цыренжапов Цырен      |
| 2013                             | Таганрог                         | 70 м. (72 выстр.)                | Бурятия · Ринчино Василий · Санжицыбиков Константин · Табхаев Евгений       | Забайкальский край · Гомбоев Хэшэгто · Цынгуев Бато · Шагдаров Бато          | Московская область · Кожин Александр · Митупов Цырен · Рыгзенов Цэ-Доржи        |
| 2014                             | Таганрог                         | 70 м. (72 выстр.)                | Тыва · Монгуш Чаян · Ондар Евгений · Оюн Михаил                             | Бурятия · Доржиев Булат · Ринчино Василий · Цыбекдоржиев Баир                | Забайкальский край · Цыбжитов Болот · Цынгуев Бато · Цынгуев Бэлигто            |
| 2015                             | Таганрог                         | 70 м. (72 выстр.)                | Тыва · Монгуш Айбек · Монгуш Чаян · Чулдым Артыш                            | Московская область · Дугаров Жаргал · Кожин Александр · Цыбекдоржиев Баир    | Забайкальский край · Базаржапов Галсан · Цынгуев Бато · Цынгуев Бэлигто         |
| 2016                             | Улан-Удэ                         | 70 м. (72 выстр.)                | Тыва · Монгуш Айбек · Сарыглар Мерген-Херел · Чулдым Артыш                  | Москва · Бородин Алексей · Криволап Алексей · Махненко Артём                 | Забайкальский край · Базаржапов Галсан · Балданов Арсалан · Цыбжитов Болот      |
| 2017                             | Калининград                      | 70 м. (72 выстр.)                | Бурятия · Ирдынеев Эрдэм · Цыдыпов Эрдэм · Цыремпилов Бальжинима            | Забайкальский край · Базаржапов Галсан · Балданов Арсалан · Должинов Эрдэм   | Московская область · Кожин Александр · Цыбжитов Болот · Цынгуев Бэлигто         |
| 2018                             | Улан-Удэ                         | 70 м. (72 выстр.)                | Московская область · Кожин Александр · Цыбжитов Болот · Цынгуев Бэлигто     | Бурятия · Балтаков Цырен · Ирдынеев Эрдэм · Табхаев Евгений                  | Забайкальский край · Базаржапов Галсан · Балданов Арсалан · Жамьянов Дармабазар |
| 2019                             | Чита                             | М-1 (144 выстр.)                 | Бурятия · Балтаков Цырен · Ирдынеев Эрдэм · Цыдыпов Эрдэм                   | Забайкальский край · Базаржапов Галсан · Дугаров Булат · Цырендоржиев Буянто | Московская область · Кожин Александр · Цынгуев Бэлигто · Цыбжитов Болот         |
| 2021                             | Алушта                           | 70 м. (72 выстр.)                | Забайкальский край · Базаржапов Галсан · Цыбжитов Болот · Цынгуев Бэлигто   | Москва · Махмудов Мухибулло · Махненко Артём · Цыбикжапов Алдар              | Бурятия · Балтаков Цырен · Ирдынеев Эрдэм · Цыдыпов Эрдэм                       |
| 2022                             | Алушта                           | 70 м. (72 выстр.)                | Бурятия · Балтаков Цырен · Ирдынеев Эрдэм · Цыдыпов Эрдэм                   | Забайкальский край · Базаржапов Галсан · Балданов Арсалан · Цынгуев Бэлигто  | Москва · Ермаченков Андрей · Копылов Егор · Цыбикжапов Алдар                    |
| 2023                             | Алушта                           | 70 м. (72 выстр.)                | Забайкальский край · Базаржапов Галсан · Балданов Арсалан · Цынгуев Бэлигто | Бурятия · Балтаков Цырен · Цыдыпов Эрдэм · Цыренов Сергей                    | Москва · Константинов Ян · Махненко Артём · Цыбикжапов Алдар                    |
| 2024                             | Санкт-Петербург                  | М-1 (144 выстр.)                 | Забайкальский край · Намсараев Сандан · Торгубаев Баир · Цынгуев Бэлигто    | Бурятия · Балтаков Цырен · Цыдыпов Эрдэм · Цыренов Сергей                    | Москва · Криволап Алексей · Кузнецов Иван · Махмудов Мухибулло                  |
| 2025                             | Чебоксары                        | М-1 (144 выстр.)                 | TBD                                                                         | TBD                                                                          | TBD                                                                             |

#### Женщины
| Медалисты в индивидуальном первенстве | Медалисты в индивидуальном первенстве | Медалисты в индивидуальном первенстве | Медалисты в индивидуальном первенстве          | Медалисты в индивидуальном первенстве          | Медалисты в индивидуальном первенстве          |
| ------------------------------------- | ------------------------------------- | ------------------------------------- | ---------------------------------------------- | ---------------------------------------------- | ---------------------------------------------- |
| Год                                   | Место проведения                      | Дистанция                             | Золото                                         | Серебро                                        | Бронза                                         |
| 2008                                  | Орёл                                  | М-1 (144 выстр.)                      | Эрдыниева Наталья · Бурятия                    | Сегина Татьяна · Москва                        | Перова Ксения · Свердловская область           |
| 2009                                  | Таганрог                              | М-1 (144 выстр.)                      | Степанова Инна · Бурятия                       | Дагбаева Мирослава · Бурятия                   | Павлова Надежда · Москва                       |
| 2009                                  | Таганрог                              | 70 м. (72 выстр.)                     |                                                |                                                |                                                |
| 2010                                  | Чита                                  | М-1 (144 выстр.)                      | Степанова Инна · Бурятия                       | Бомбоева Анна · Бурятия                        | Перова Ксения · Свердловская область           |
| 2010                                  | Таганрог                              | 70 м. (72 выстр.)                     | Добычина Алена · Ярославская область           | Клецкова Анна · Московская область             | Сорокина Валентина · Якутия                    |
| 2011                                  | Таганрог                              | М-1 (144 выстр.)                      | Эрдыниева Наталья · Бурятия                    | Перова Ксения · Свердловская область           | Бильтрикова Татьяна · Бурятия                  |
| 2011                                  | Таганрог                              | 70 м. (72 выстр.)                     |                                                |                                                |                                                |
| 2012                                  | Москва                                | 70 м. (72 выстр.)                     | Эрдыниева Наталья · Бурятия                    | Тимофеева Кристина · Якутия                    | Бильтрикова Татьяна · Бурятия                  |
| 2012                                  | Таганрог                              | М-1 (144 выстр.)                      | Дубанова Виктория · Бурятия                    | Степанова Инна · Бурятия                       | Осипова Елена · Ростовская область             |
| 2013                                  | Таганрог                              | М-1 (144 выстр.)                      | Осипова Елена · Ростовская область             | Сегина Татьяна · Москва                        | Тимофеева Кристина · Якутия                    |
| 2013                                  | Таганрог                              | 70 м. (72 выстр.)                     | Степанова Инна · Бурятия                       | Эрдыниева Наталья · Бурятия                    | Сегина Татьяна · Москва                        |
| 2014                                  | Таганрог                              | 70 м. (72 выстр.)                     | Дашидоржиева Туяна · Забайкальский край        | Тимофеева Евгения · Якутия                     | Степанова Инна · Бурятия                       |
| 2014                                  | Таганрог                              | М-1 (144 выстр.)                      | Степанова Инна · Бурятия                       | Эрдыниева Наталья · Бурятия                    | Тимофеева Кристина · Якутия                    |
| 2015                                  | Таганрог                              | 70 м. (72 выстр.)                     | Степанова Инна · Бурятия                       | Бильтрикова Татьяна · Бурятия                  | Дашидоржиева Туяна · Забайкальский край        |
| 2015                                  | Таганрог                              | М-1 (144 выстр.)                      | Степанова Инна · Бурятия                       | Дашидоржиева Туяна · Забайкальский край        | Перова Ксения · Свердловская область           |
| 2016                                  | Адлер                                 | М-1 (144 выстр.)                      | Осипова Елена · Ростовская область             | Дамбаева Жибзема · Бурятия                     | Жаргалова Арюна · Забайкальский край           |
| 2016                                  | Улан-Удэ                              | 70 м. (72 выстр.)                     | Цыремпилова Саяна · Забайкальский край         | Эрдыниева Наталья · Бурятия                    | Бильтрикова Татьяна · Бурятия                  |
| 2017                                  | Чита                                  | М-1 (144 выстр.)                      | Эрдыниева Наталья · Бурятия                    | Бильтрикова Татьяна · Бурятия                  | Цыремпилова Саяна · Забайкальский край         |
| 2017                                  | Калининград                           | 70 м. (72 выстр.)                     | Цыремпилова Саяна · Забайкальский край         | Осипова Елена · Ростовская область             | Эрдыниева Наталья · Бурятия                    |
| 2018                                  | Алушта                                | М-1 (144 выстр.)                      | Степанова Инна · Бурятия                       | Цыремпилова Саяна · Забайкальский край         | Будаева Виктория · Бурятия                     |
| 2018                                  | Улан-Удэ                              | 70 м. (72 выстр.)                     | Балсукова Анна · Бурятия                       | Эрдыниева Наталья · Бурятия                    | Мыльникова Валерия · Забайкальский край        |
| 2019                                  | Алушта                                | 70 м. (72 выстр.)                     | Степанова Инна · Бурятия                       | Осипова Елена · Ростовская область             | Цыремпилова Саяна · Забайкальский край         |
| 2019                                  | Чита                                  | М-1 (144 выстр.)                      | Устинова Кристина · Якутия                     | Барадиева Анна · Бурятия                       | Осипова Елена · Ростовская область             |
| 2020                                  | Алушта                                | 70 м. (72 выстр.)                     | Отменён из-за пандемии коронавирусной инфекции | Отменён из-за пандемии коронавирусной инфекции | Отменён из-за пандемии коронавирусной инфекции |
| 2020                                  | Улан-Удэ                              | М-1 (144 выстр.)                      | Отменён из-за пандемии коронавирусной инфекции | Отменён из-за пандемии коронавирусной инфекции | Отменён из-за пандемии коронавирусной инфекции |
| 2021                                  | Алушта                                | 70 м. (72 выстр.)                     | Гомбоева Светлана · Бурятия                    | Харитонова Виктория · Бурятия                  | Перова Ксения · Свердловская область           |
| 2021                                  | Чита                                  | М-1 (144 выстр.)                      | Степанова Инна · Бурятия                       | Цыденова Арюна · Забайкальский край            | Будаева Виктория · Бурятия                     |
| 2022                                  | Алушта                                | 70 м. (72 выстр.)                     | Перова Ксения · Свердловская область           | Зайганова Алина · Бурятия                      | Будажапова Туяна · Забайкальский край          |
| 2022                                  | Санкт-Петербург                       | М-1 (144 выстр.)                      | Будаева Виктория · Бурятия                     | Сыренова Соёлма · Бурятия                      | Мыльникова Валерия · Забайкальский край        |
| 2023                                  | Алушта                                | 70 м. (72 выстр.)                     | Очирова Эржэна · Бурятия                       | Махмудова Нуриниссо · Москва                   | Сыренова Соёлма · Бурятия                      |
| 2023                                  | Улан-Удэ                              | М-1 (144 выстр.)                      | Степанова Инна · Бурятия                       | Мыльникова Валерия · Забайкальский край        | Осипова Елена · Ростовская область             |
| 2024                                  | Новосибирск                           | 70 м. (72 выстр.)                     | Осипова Елена · Ростовская область             | Цырендоржиева Валерия · Забайкальский край     | Бадмажапова Татьяна · Бурятия                  |
| 2024                                  | Санкт-Петербург                       | М-1 (144 выстр.)                      | Махмудова Нуриниссо · Москва                   | Цырендоржиева Валерия · Забайкальский край     | Гомбоева Светлана · Бурятия                    |
| 2025                                  | Кызыл                                 | 70 м. (72 выстр.)                     | Гомбоева Светлана · Бурятия                    | Доржиева Бальжин · Забайкальский край          | Сыренова Соёлма · Бурятия                      |
| 2025                                  | Чебоксары                             | М-1 (144 выстр.)                      | TBD                                            | TBD                                            | TBD                                            |

| Медалисты в командном первенстве | Медалисты в командном первенстве | Медалисты в командном первенстве | Медалисты в командном первенстве                                                   | Медалисты в командном первенстве                                                  | Медалисты в командном первенстве                                                |
| -------------------------------- | -------------------------------- | -------------------------------- | ---------------------------------------------------------------------------------- | --------------------------------------------------------------------------------- | ------------------------------------------------------------------------------- |
| Год                              | Место проведения                 | Дистанция                        | Золото                                                                             | Серебро                                                                           | Бронза                                                                          |
| 2008                             | Орёл                             | М-1 (144 выстр.)                 | Бурятия · Дагбаева Мирослава · Харханова Екатерина · Эрдыниева Наталья             | Забайкальский край · Бадмацыренова Надежда · Базарова Баира · Болотова Наталья    | Москва · Галиновская Маргарита · Савенкова Мария · Уткина Ирина                 |
| 2009                             | Таганрог                         | М-1 (144 выстр.)                 | Бурятия · Банзаракцаева Майя · Дубанова Виктория · Федорова Анна                   | Москва · Макушина Александра · Павлова Надежда · Сегина Татьяна                   | Московская область · Болотова Наталья · Грачева Елена · Клецкова Анна           |
| 2010                             | Чита                             | М-1 (144 выстр.)                 | Бурятия · Бильтрикова Татьяна · Бомбоева Анна · Дубанова Виктория                  | Забайкальский край · Бадмацыренова Надежда · Жамьянова Ханда · Ульзутуева Аюна    | ЭШВСМ "Северный" Камбарбаева Анастасия Уткина Ирина Юрова Елена                 |
| 2011                             | Таганрог                         | М-1 (144 выстр.)                 | Бурятия · Дагбаева Мирослава · Степанова Инна · Эрдыниева Наталья                  | Забайкальский край · Дашиева Аяна · Жамьянова Ханда · Ульзутуева Аюна             | Якутия · Адьютантова Сардаана · Тимофеева Кристина · Сорокина Валентина         |
| 2012                             | Москва                           | 70 м. (72 выстр.)                | Ярославская область · Бородай Татьяна · Добычина Алена · Скотникова Татьяна        | Москва · Сегина Татьяна · Уткина Ирина · Юрова Елена                              | Бурятия · Банзаракцаева Майя · Бомбоева Анна · Дубанова Виктория                |
| 2013                             | Таганрог                         | 70 м. (72 выстр.)                | Москва · Сегина Татьяна · Уткина Ирина · Юрова Елена                               | Бурятия · Балсукова Анна · Харханова Екатерина · Эрдыниева Наталья                | Забайкальский край · Жамьянова Ханда · Жаргалова Арюна · Щербакова Дарья        |
| 2014                             | Таганрог                         | 70 м. (72 выстр.)                | Бурятия · Балсукова Анна · Степанова Инна · Эрдыниева Наталья                      | Москва · Алиева Сабина · Сегина Татьяна · Уткина Ирина                            | Забайкальский край · Дашидоржиева Туяна · Жамьянова Ханда · Жаргалова Арюна     |
| 2015                             | Таганрог                         | 70 м. (72 выстр.)                | Якутия · Тимофеева Евгения · Тимофеева Кристина · Сорокина Валентина               | Бурятия · Балсукова Анна · Дамбаева Жибзема · Эрдыниева Наталья                   | Ярославская область · Добычина Алена · Кондратьева Анастасия · Павлова Виктория |
| 2016                             | Улан-Удэ                         | 70 м. (72 выстр.)                | Забайкальский край · Жамьянова Ханда · Жаргалова Арюна · Цыремпилова Саяна         | Бурятия · Бильтрикова Татьяна · Будаева Виктория · Эрдыниева Наталья              | Москва · Алиева Сабина · Оюн Дан-Хаяа · Усманова Анна                           |
| 2017                             | Калининград                      | 70 м. (72 выстр.)                | Бурятия · Будаева Виктория · Гомбоева Светлана · Эрдыниева Наталья                 | Забайкальский край · Доржиева Бальжин · Жаргалова Арюна · Цыремпилова Саяна       | Москва · Морозова Ника · Уварова Елена · Щеголькова Владислава                  |
| 2018                             | Улан-Удэ                         | 70 м. (72 выстр.)                | Бурятия · Бадмажапова Татьяна · Балсукова Анна · Эрдыниева Наталья                 | Забайкальский край · Доржиева Бальжин · Плотникова Татьяна · Цыремпилова Саяна    | Якутия · Тимофеева Евгения · Тимофеева Розалина · Устинова Кристина             |
| 2019                             | Чита                             | М-1 (144 выстр.)                 | Бурятия · Балсукова Анна · Степанова Инна · Эрдыниева Наталья                      | Забайкальский край · Дашидоржиева Туяна · Мыльникова Валерия · Плотникова Татьяна | Якутия · Евдокимова Валентина · Тимофеева Евгения · Устинова Кристина           |
| 2021                             | Алушта                           | 70 м. (72 выстр.)                | Москва · Гильманова Мария · Махмудова Нуриниссо · Попова Евгения                   | Забайкальский край · Будажапова Туяна · Дашидоржиева Туяна · Мыльникова Валерия   | Ростовская область · Милюкова Кристина · Осипова Елена · Телепнева Юлия         |
| 2022                             | Алушта                           | 70 м. (72 выстр.)                | Забайкальский край · Будажапова Туяна · Мыльникова Валерия · Плотникова Татьяна    | Краснодарский край · Градинар Виктория · Королева Евгения · Крикунова Полина      | Бурятия · Дашанимаева Светлана · Степанова Инна · Сыренова Соёлма               |
| 2023                             | Алушта                           | 70 м. (72 выстр.)                | Забайкальский край · Доржиева Бальжин · Мыльникова Валерия · Намдакова Виктория    | Якутия · Гаврильева Рената · Тимофеева Розалина · Устинова Кристина               | Москва · Гильманова Мария · Махмудова Нуриниссо · Шалимова Надежда              |
| 2024                             | Санкт-Петербург                  | М-1 (144 выстр.)                 | Забайкальский край · Доржиева Бальжин · Плотникова Татьяна · Цырендоржиева Валерия | Бурятия · Гомбоева Светлана · Очирова Эржэна · Степанова Инна                     | Москва · Гильманова Мария · Махмудова Нуриниссо · Петрушина Мария               |
| 2025                             | Чебоксары                        | М-1 (144 выстр.)                 | TBD                                                                                | TBD                                                                               | TBD                                                                             |

#### Смешанные пары
| Медалисты в смешанных парах | Медалисты в смешанных парах | Медалисты в смешанных парах | Медалисты в смешанных парах                                  | Медалисты в смешанных парах                               | Медалисты в смешанных парах                                 |
| --------------------------- | --------------------------- | --------------------------- | ------------------------------------------------------------ | --------------------------------------------------------- | ----------------------------------------------------------- |
| Год                         | Место проведения            | Дистанция                   | Золото                                                       | Серебро                                                   | Бронза                                                      |
| 2012                        | Таганрог                    | М-1 (144 выстр.)            | Бурятия · Бомбоева Анна · Цыремпилов Бэликто                 | Забайкальский край · Жамьянова Ханда · Цыбжитов Болот     | Якутия · Тимофеева Кристина · Алексеев-Стасов Павел         |
| 2013                        | Таганрог                    | М-1 (144 выстр.)            | Забайкальский край · Жаргалова Арюна · Цынгуев Бэлигто       | Свердловская область · Перова Ксения · Попов Виталий      | Якутия · Тимофеева Кристина · Федотов Нюргустан             |
| 2014                        | Таганрог                    | М-1 (144 выстр.)            | Бурятия · Степанова Инна · Гармаев Юрий                      | Свердловская область · Перова Ксения · Попов Виталий      | Забайкальский край · Жамьянова Ханда · Балданов Арсалан     |
| 2015                        | Таганрог                    | М-1 (144 выстр.)            | Забайкальский край · Дашидоржиева Туяна · Тучинов Тимур      | Свердловская область · Перова Ксения · Попов Виталий      | Московская область · Степанова Инна · Кожин Александр       |
| 2016                        | Адлер                       | М-1 (144 выстр.)            | Московская область · Степанова Инна · Кожин Александр        | Забайкальский край · Жаргалова Арюна · Балданов Арсалан   | Свердловская область · Перова Ксения · Попов Виталий        |
| 2017                        | Чита                        | М-1 (144 выстр.)            | Свердловская область · Перова Ксения · Попов Виталий         | Бурятия · Эрдыниева Наталья · Цыремпилов Бальжинима       | Москва · Уварова Елена · Махненко Артём                     |
| 2018                        | Алушта                      | М-1 (144 выстр.)            | Свердловская область · Перова Ксения · Попов Виталий         | Москва · Будаева Ариуна · Цыбикжапов Алдар                | Забайкальский край · Цыремпилова Саяна · Балданов Арсалан   |
| 2019                        | Алушта                      | 70 м. (72 выстр.)           | Бурятия · Степанова Инна · Ирдынеев Эрдэм                    | Ростовская область · Осипова Елена · Кудимов Дмитрий      | Забайкальский край · Мыльникова Валерия · Балданов Арсалан  |
| 2021                        | Чита                        | М-1 (144 выстр.)            | Москва · Гильманова Мария · Цыбикжапов Алдар                 | Бурятия · Гомбоева Светлана · Балтаков Цырен              | Забайкальский край · Будажапова Туяна · Базаржапов Галсан   |
| 2022                        | Санкт-Петербург             | М-1 (144 выстр.)            | Бурятия · Степанова Инна · Балтаков Цырен                    | Забайкальский край · Мыльникова Валерия · Цынгуев Бэлигто | Якутия · Гаврильева Рената · Алексеев-Стасов Павел          |
| 2023                        | Улан-Удэ                    | М-1 (144 выстр.)            | Бурятия · Степанова Инна · Цыремпилов Бальжинима             | Свердловская область · Перова Ксения · Попов Виталий      | Забайкальский край · Мыльникова Валерия · Базаржапов Галсан |
| 2024                        | Новосибирск                 | М-1 (144 выстр.)            | Забайкальский край · Цырендоржиева Валерия · Цынгуев Бэлигто | Ростовская область · Осипова Елена · Григоренко Игорь     | Москва · Махмудова Нуриниссо · Цыбикжапов Алдар             |
| 2025                        | Кызыл                       | 70 м. (72 выстр.)           | Москва · Нагорная Виктория · Цыбикжапов Алдар                | Ростовская область · Осипова Елена · Чикалов Матвей       | Бурятия · Гомбоева Светлана · Балтаков Цырен                |

## Призёры зимних кубков России

### Классический лук

#### Мужчины
| Медалисты в индивидуальном первенстве | Медалисты в индивидуальном первенстве | Медалисты в индивидуальном первенстве | Медалисты в индивидуальном первенстве              | Медалисты в индивидуальном первенстве   |
| ------------------------------------- | ------------------------------------- | ------------------------------------- | -------------------------------------------------- | --------------------------------------- |
| Год                                   | Место проведения                      | Золото                                | Серебро                                            | Бронза                                  |
| 2008                                  | Орёл                                  | Шакиров Рэм · Москва                  | Цыремпилов Бальжинима · Бурятия                    | Цыренжапов Цырен · Московская область   |
| 2009                                  | Орёл                                  | Бадёнов Баир · Забайкальский край     | Николаев Алексей · Московская область              | Чимитов Виталий · Бурятия               |
| 2010                                  | Орёл                                  | Бородин Алексей · Москва              | Сидорин Илья · Орловская область                   | Леонтьев Юрий · Чувашия                 |
| 2011                                  | Орёл                                  | Цыремпилов Бальжинима · Бурятия       | Кожин Александр · Московская область               | Цырендашиев Чингис · Забайкальский край |
| 2012                                  | Орёл                                  | Цыремпилов Бальжинима · Бурятия       | Чимитов Виталий · Бурятия                          | Цыренжапов Цырен · Московская область   |
| 2013                                  | Орёл                                  | Цынгуев Бэлигто · Забайкальский край  | Цыбекдоржиев Баир · Бурятия                        | Цыбжитов Болот · Забайкальский край     |
| 2014                                  | Якутск                                | Кожин Александр · Московская область  | Леонтьев Юрий · Чувашия                            | Дугаров Жаргал · Московская область     |
| 2015                                  | Великие Луки                          | Гармаев Юрий · Бурятия                | Николаев Алексей · Ямало-Ненецкий автономный округ | Батоев Жаргал · Бурятия                 |
| 2016                                  | Орёл                                  | Тарнаков Дмитрий · Псковская область  | Цыремпилов Бальжинима · Бурятия                    | Биликтуев Булат · Забайкальский край    |
| 2017                                  | Орёл                                  | Махненко Артём · Москва               | Дугаров Булат · Забайкальский край                 | Цыбекдоржиев Баир · Бурятия             |
| 2018                                  | Орёл                                  | Рухулла Набилл · Башкортостан         | Цыбекдоржиев Баир · Бурятия                        | Ирдынеев Эрдэм · Бурятия                |
| 2019                                  | Орёл                                  | Цыбжитов Болот · Забайкальский край   | Дугаров Булат · Забайкальский край                 | Симушин Михаил · Якутия                 |
| 2020                                  | Орёл                                  | Цынгуев Бэлигто · Забайкальский край  | Дамшаев Дамби · Забайкальский край                 | Базаржапов Галсан · Забайкальский край  |
| 2021                                  | Орёл                                  | Цынгуев Бэлигто · Забайкальский край  | Балтаков Цырен · Бурятия                           | Махненко Артём · Москва                 |
| 2022                                  | Орёл                                  | Цыдыпов Эрдэм · Бурятия               | Цынгуев Бэлигто · Забайкальский край               | Попов Виталий · Свердловская область    |
| 2023                                  | Орёл                                  | Цынгуев Бэлигто · Забайкальский край  | Балданов Арсалан · Забайкальский край              | Цыбекдоржиев Баир · Бурятия             |
| 2024                                  | Орёл                                  | Хандуев Энхэ · Бурятия                | Базаржапов Галсан · Забайкальский край             | Цыбикжапов Алдар · Москва               |
| 2025                                  | Орёл                                  | Хандуев Энхэ · Бурятия                | Балтаков Цырен · Бурятия                           | Цыбикжапов Алдар · Москва               |

| Медалисты в командном первенстве | Медалисты в командном первенстве | Медалисты в командном первенстве                                               | Медалисты в командном первенстве                                               | Медалисты в командном первенстве                                            |
| -------------------------------- | -------------------------------- | ------------------------------------------------------------------------------ | ------------------------------------------------------------------------------ | --------------------------------------------------------------------------- |
| Год                              | Место проведения                 | Золото                                                                         | Серебро                                                                        | Бронза                                                                      |
| 2008                             | Орёл                             | Читинская область Бадёнов Баир Кожин Александр Рыгзенов Евгений                | Московская область · Баламутов Александр · Николаев Алексей · Цыренжапов Цырен | Бурятия · Калашников Виктор · Цыремпилов Бальжинима · Цыремпилов Бэликто    |
| 2009                             | Орёл                             | Бурятия · Гармаев Юрий · Цыремпилов Бэликто · Чимитов Виталий                  | Забайкальский край · Бадёнов Баир · Бадмаслов Булат · Гомбоев Хэшэгто          | РЦСП г. Чита Дашиянжибон Биликто Рыгзенов Евгений Рыгзынов Баир             |
| 2010                             | Орёл                             | Забайкальский край · Бадёнов Баир · Лыгдынов Артур · Рыгзынов Баир             | Москва · Бородин Алексей · Малишевский Леонид · Шакиров Рэм                    | Бурятия · Цыремпилов Бальжинима · Чимитов Виталий · Эрдыниев Виктор         |
| 2011                             | Орёл                             | Москва · Белов Алексей · Бородин Алексей · Малишевский Леонид                  | Забайкальский край · Бадёнов Баир · Цыденжапов Санжи-Жанчип · Цынгуев Бэлигто  | Московская область · Кожин Александр · Рыгзенов Евгений · Рыгзенов Цэ-Доржи |
| 2012                             | Орёл                             | Забайкальский край · Бадёнов Баир · Бадмаслов Булат · Цынгуев Бато             | Московская область · Кожин Александр · Рыгзенов Евгений · Цыренжапов Цырен     | Бурятия · Табхаев Евгений · Цыремпилов Бэликто · Чимитов Виталий            |
| 2013                             | Орёл                             | Забайкальский край · Балданов Арсалан · Цыбжитов Болот · Цынгуев Бэлигто       | Бурятия · Батоев Жаргал · Цыбекдоржиев Баир · Цыремпилов Бальжинима            | Москва · Бородин Алексей · Дутов Роман · Нашинов Доржицырен                 |
| 2014                             | Якутск                           | Московская область · Дугаров Жаргал · Кожин Александр · Митупов Цырен          | Забайкальский край · Базаржапов Галсан · Цыбжитов Болот · Цынгуев Бэлигто      | Бурятия · Гармаев Юрий · Санжицыбиков Константин · Цыремпилов Бальжинима    |
| 2015                             | Великие Луки                     | Бурятия · Цыбекдоржиев Баир · Цыремпилов Бальжинима · Чимитов Виталий          | Московская область · Дугаров Жаргал · Кожин Александр · Митупов Цырен          | Москва · Белов Алексей · Бородин Алексей · Махненко Артём                   |
| 2016                             | Орёл                             | Бурятия · Гомбожапов Алдар · Цыремпилов Бальжинима · Чимитов Виталий           | Забайкальский край · Базаржапов Галсан · Биликтуев Булат · Цырендоржиев Буянто | Москва · Бородин Алексей · Никонов Виктор · Цыбикжапов Алдар                |
| 2017                             | Орёл                             | Бурятия · Цыбенов Базаржап · Цыбекдоржиев Баир · Цыдыпов Эрдэм                 | Москва · Махненко Артём · Никонов Виктор · Цыбикжапов Алдар                    | Московская область · Кожин Александр · Цыбжитов Болот · Цынгуев Бэлигто     |
| 2018                             | Орёл                             | Забайкальский край · Базаржапов Галсан · Балданов Арсалан · Должинов Эрдэм     | Бурятия · Ирдынеев Эрдэм · Цыбекдоржиев Баир · Цыремпилов Бальжинима           | Московская область · Кожин Александр · Цыбжитов Болот · Цынгуев Бэлигто     |
| 2019                             | Орёл                             | Московская область · Дугаров Жаргал · Цыбжитов Болот · Цынгуев Бэлигто         | Бурятия · Цыбекдоржиев Баир · Цыдыпов Эрдэм · Цыремпилов Бальжинима            | Забайкальский край · Должинов Эрдэм · Дугаров Булат · Цырендоржиев Буянто   |
| 2020                             | Орёл                             | Москва · Гомбожапов Алдар · Махненко Артём · Цыбикжапов Алдар                  | Забайкальский край · Базаржапов Галсан · Дугаров Булат · Цырендоржиев Буянто   | Бурятия · Кожин Александр · Цыбекдоржиев Баир · Цыремпилов Бальжинима       |
| 2021                             | Орёл                             | Забайкальский край · Базаржапов Галсан · Цыбжитов Болот · Цынгуев Бэлигто      | Бурятия · Балтаков Цырен · Цыдыпов Эрдэм · Цыремпилов Бальжинима               | Москва · Кузнецов Иван · Махненко Артём · Цыбикжапов Алдар                  |
| 2022                             | Орёл                             | Забайкальский край · Базаржапов Галсан · Цынгуев Бэлигто · Цырендоржиев Буянто | Москва · Махмудов Мухибулло · Махненко Артём · Цыбикжапов Алдар                | Свердловская область · Попов Виталий · Русин Артём · Югай Владимир          |
| 2023                             | Орёл                             | Москва · Константинов Ян · Махненко Артём · Цыбикжапов Алдар                   | Свердловская область · Малафеев Максим · Попов Виталий · Русин Артём           | Забайкальский край · Базаржапов Галсан · Балданов Арсалан · Цынгуев Бэлигто |
| 2024                             | Орёл                             | Свердловская область · Малафеев Максим · Попов Виталий · Югай Владимир         | Забайкальский край · Балданов Арсалан · Намсараев Сандан · Цынгуев Бэлигто     | Москва · Махненко Артём · Цыбикжапов Алдар · Черемискин Станислав           |
| 2025                             | Орёл                             | Бурятия · Балтаков Цырен · Хандуев Энхэ · Цыренов Сергей                       | Забайкальский край · Балданов Арсалан · Батуев Кирилл · Цынгуев Бэлигто        | Москва · Махмудов Мухибулло · Махненко Артём · Цыбикжапов Алдар             |

#### Женщины
| Медалисты в индивидуальном первенстве | Медалисты в индивидуальном первенстве | Медалисты в индивидуальном первенстве   | Медалисты в индивидуальном первенстве   | Медалисты в индивидуальном первенстве  |
| ------------------------------------- | ------------------------------------- | --------------------------------------- | --------------------------------------- | -------------------------------------- |
| Год                                   | Место проведения                      | Золото                                  | Серебро                                 | Бронза                                 |
| 2008                                  | Орёл                                  | Эрдыниева Наталья · Бурятия             | Бадмацыренова Надежда Читинская область | Бородай Татьяна · Ярославская область  |
| 2009                                  | Орёл                                  | Эрдыниева Наталья · Бурятия             | Дагбаева Мирослава Бурятия              | Каменская Екатерина · Москва           |
| 2010                                  | Орёл                                  | Клецкова Анна · Московская область      | Степанова Инна · Бурятия                | Уткина Ирина · Москва                  |
| 2011                                  | Орёл                                  | Дубанова Виктория · Бурятия             | Дашидоржиева Туяна · Забайкальский край | Бородай Татьяна · Ярославская область  |
| 2012                                  | Орёл                                  | Эрдыниева Наталья · Бурятия             | Уткина Ирина · Москва                   | Шитя Анастасия · Москва                |
| 2013                                  | Орёл                                  | Степанова Инна · Бурятия                | Уткина Ирина · Москва                   | Бомбоева Анна · Бурятия                |
| 2014                                  | Якутск                                | Степанова Инна · Бурятия                | Жаргалова Арюна · Забайкальский край    | Жамьянова Ханда · Забайкальский край   |
| 2015                                  | Великие Луки                          | Тимофеева Кристина · Якутия             | Сегина Татьяна · Москва                 | Цыренжапова Анна · Московская область  |
| 2016                                  | Орёл                                  | Тимофеева Розалина · Якутия             | Будаева Ариуна · Бурятия                | Будаева Виктория · Бурятия             |
| 2017                                  | Орёл                                  | Бильтрикова Татьяна · Бурятия           | Тимофеева Евгения · Якутия              | Жаргалова Арюна · Забайкальский край   |
| 2018                                  | Орёл                                  | Цыремпилова Саяна · Забайкальский край  | Степанова Инна · Бурятия                | Доржиева Бальжин · Забайкальский край  |
| 2019                                  | Орёл                                  | Будаева Виктория · Бурятия              | Эрдыниева Наталья · Бурятия             | Степанова Инна · Бурятия               |
| 2020                                  | Орёл                                  | Будаева Виктория · Бурятия              | Ли Саяна · Забайкальский край           | Бадмажапова Татьяна · Бурятия          |
| 2021                                  | Орёл                                  | Балсукова Анна · Бурятия                | Добрынина Арина · Иркутская область     | Зенцова Полина · Пермский край         |
| 2022                                  | Орёл                                  | Намдакова Виктория · Забайкальский край | Нагорная Виктория · Санкт-Петербург     | Курчатова Рената · Якутия              |
| 2023                                  | Орёл                                  | Мыльникова Валерия · Забайкальский край | Очирова Эржэна · Бурятия                | Степанова Инна · Бурятия               |
| 2024                                  | Орёл                                  | Дугарова Туяна · Забайкальский край     | Путункеева Татьяна · Бурятия            | Махмудова Нуриниссо · Москва           |
| 2025                                  | Орёл                                  | Махмудова Нуриниссо · Москва            | Намдакова Виктория · Забайкальский край | Дашинимаева Ирина · Забайкальский край |

| Медалисты в командном первенстве | Медалисты в командном первенстве | Медалисты в командном первенстве                                                | Медалисты в командном первенстве                                                 | Медалисты в командном первенстве                                                  |
| -------------------------------- | -------------------------------- | ------------------------------------------------------------------------------- | -------------------------------------------------------------------------------- | --------------------------------------------------------------------------------- |
| Год                              | Место проведения                 | Золото                                                                          | Серебро                                                                          | Бронза                                                                            |
| 2008                             | Орёл                             | Читинская область Бадмацыренова Надежда Болотова Наталья Жамьянова Ханда        | Бурятия · Дагбаева Мирослава · Харханова Екатерина · Эрдыниева Наталья           | Ярославская область · Бородай Татьяна · Орлова Мария · Постникова Елена           |
| 2009                             | Орёл                             | Бурятия · Бильтрикова Татьяна · Ободоева Санжи · Эрдыниева Наталья              | Бурятия · Дагбаева Мирослава · Дубанова Виктория · Степанова Инна                | Бурятия · Банзаракцаева Майя · Харханова Екатерина · Чебакова Екатерина           |
| 2010                             | Орёл                             | Бурятия · Степанова Инна · Харханова Екатерина · Эрдыниева Наталья              | Москва · Макушина Александра · Сегина Татьяна · Уткина Ирина                     | Забайкальский край · Жамьянова Ханда · Ульзутуева Аюна · Цыремпилова Саяна        |
| 2011                             | Орёл                             | Бурятия · Бильтрикова Татьяна · Бомбоева Анна · Дагбаева Мирослава              | Ярославская область · Бородай Татьяна · Добычина Алена · Орлова Мария            | Москва · Павлова Надежда · Сегина Татьяна · Старшинова Анастасия                  |
| 2012                             | Орёл                             | Забайкальский край · Бадмацыренова Надежда · Жамьянова Ханда · Ульзутуева Аюна  | Ярославская область · Бородай Татьяна · Добычина Алена · Скотникова Татьяна      | Бурятия · Степанова Инна · Харханова Екатерина · Эрдыниева Наталья                |
| 2013                             | Орёл                             | Москва · Сегина Татьяна · Старшинова Анастасия · Уткина Ирина                   | Бурятия · Бильтрикова Татьяна · Степанова Инна · Эрдыниева Наталья               | Забайкальский край · Бадмацыренова Надежда · Жамьянова Ханда · Ульзутуева Аюна    |
| 2014                             | Якутск                           | Забайкальский край · Жамьянова Ханда · Жаргалова Арюна · Мыльникова Валерия     | Бурятия · Балсукова Анна · Степанова Инна · Эрдыниева Наталья                    | Якутия · Алексеева-Стасова Анна · Сорокина Валентина · Тимофеева Кристина         |
| 2015                             | Великие Луки                     | Бурятия · Бильтрикова Татьяна · Степанова Инна · Эрдыниева Наталья              | Москва · Большакова Светлана · Магомедова Китилай · Сегина Татьяна               | Якутия · Сорокина Валентина · Тимофеева Евгения · Тимофеева Кристина              |
| 2016                             | Орёл                             | Бурятия · Балсукова Анна · Бильтрикова Татьяна · Будаева Виктория               | Забайкальский край · Доржиева Бальжин · Жамьянова Ханда · Цыремпилова Саяна      | Якутия · Иванова Сайына · Сорокина Валентина · Тимофеева Розалина                 |
| 2017                             | Орёл                             | Бурятия · Бильтрикова Татьяна · Будаева Виктория · Эрдыниева Наталья            | Забайкальский край · Дашидоржиева Туяна · Жаргалова Арюна · Цыремпилова Саяна    | Якутия · Тимофеева Евгения · Тимофеева Розалина · Устинова Кристина               |
| 2018                             | Орёл                             | Забайкальский край · Дашидоржиева Туяна · Жаргалова Арюна · Цыремпилова Саяна   | Бурятия · Бильтрикова Татьяна · Гомбоева Светлана · Эрдыниева Наталья            | Якутия · Иванова Сайына · Тимофеева Евгения · Тимофеева Розалина                  |
| 2019                             | Орёл                             | Бурятия · Бадмажапова Татьяна · Балсукова Анна · Будаева Виктория               | Забайкальский край · Дашидоржиева Туяна · Цыденова Арюна · Цыремпилова Саяна     | Свердловская область · Зотова Мария · Перова Ксения · Ренжина Евгения             |
| 2020                             | Орёл                             | Забайкальский край · Будажапова Туяна · Ли Саяна · Мыльникова Валерия           | Московская область · Глущенко Анастасия · Ринчинцынгеева Арюна · Степанова Инна  | Бурятия · Бадмажапова Татьяна · Будаева Виктория · Гомбоева Светлана              |
| 2021                             | Орёл                             | Бурятия · Балсукова Анна · Гомбоева Светлана · Степанова Инна                   | Якутия · Курчатова Рената · Тимофеева Евгения · Тимофеева Розалина               | Москва · Гильманова Мария · Махмудова Нуриниссо · Шалимова Надежда                |
| 2022                             | Орёл                             | Москва · Гильманова Мария · Махмудова Нуриниссо · Шалимова Надежда              | Иркутская область · Ермолаева Лина · Жербанова Полина · Ступникова Мария         | Забайкальский край · Будажапова Туяна · Мыльникова Валерия · Намдакова Виктория   |
| 2023                             | Орёл                             | Москва · Гильманова Мария · Махмудова Нуриниссо · Олесова Сааскылана            | Краснодарский край · Градинар Виктория · Завадская Алена · Королева Евгения      | Московская область · Батусыжэнь Содэмидэ · Глущенко Анастасия · Кожевникова Алиса |
| 2024                             | Орёл                             | Бурятия · Барадиева Анна · Очирова Эржэна · Степанова Инна                      | Забайкальский край · Дугарова Туяна · Намдакова Виктория · Цырендоржиева Валерия | Москва · Гильманова Мария · Махмудова Нуриниссо · Олесова Сааскылана              |
| 2025                             | Орёл                             | Забайкальский край · Дамдинова Бальжин · Дашинимаева Ирина · Плотникова Татьяна | Бурятия · Очирова Эржэна · Степанова Инна · Сыренова Соёлма                      | Москва · Гильманова Мария · Махмудова Нуриниссо · Петрушина Мария                 |